# Patterson, Africa de Sud
Patterson este un oraș din provincia Oos-Kaap, Africa de Sud.